# Epic (jeu de figurines)
Pour les articles homonymes, voir EPIC.
Epic est un jeu de figurines issu de l'univers Warhammer 40,000 de Games Workshop.
Les figurines mesurent 6 mm contre 28 mm pour celles de Warhammer 40,000. Grâce à cette différence d'échelle, le jeu s'avère plus stratégique en comparaison de Warhammer 40k, qui est plus tactique. Les adversaires alignent souvent des armées composées d'une quinzaine de régiments (unités, effectif non défini allant de la centaine au millier de combattants) pour les parties rapides (1 500 points d'armée) ou plus ambitieuses (entre 3 000 et 5 000 points, parfois plus). Chaque unité appartient à un type : infanterie, marcheurs, véhicules ou titans, ce qui lui confère des règles de mouvement particulières. Chaque armée de Warhammer 40,000 est représentée.
Malgré son abandon quasi complet par l'éditeur, le système Epic est activement maintenu en vie par sa communauté qui se rassemble sur le net via le forum epic_fr, le groupe Facebook epic_fr ou différents serveurs Discord Epic Armageddon et NetEpic.

## Première édition
Les règles de la première édition d'Epic se trouvent dans deux jeux.
Adeptus TitanicusSortie en 1988, cette première boîte comprend la règle et des figurines de Titans. Le jeu de base opposait des groupes de titans impériaux contre titans renégats durant l'Hérésie d'Horus. Les figurines étaient en plastique et représentaient des titans de classe Imperator (Warlord en anglais) avec un armement modulable. La boîte contenait les règles du jeu, 6 titans, de nombreuses armes sur grappe, quelques bâtiments en polystyrène des règles en plastique et des cartes de caractéristique. Aucune troupe à pied n’existait dans cette version.
Space MarineCette boîte de 1989 comprend un livre de règles et des figurines en plastique (de l'infanterie Space Marine, des rhinos et des land raiders), des bâtiments (murs en carton et toits en plastique), des pions et marqueurs divers. Il s'agit en fait d'une extension pour Adeptus Titanicus même s'il était possible de jouer seulement avec Space Marine. Se passant durant l’Hérésie d’Horus, Space Marine oppose les space marines impériaux et renégats. Les quelques incompatibilités entre ce jeu et Adeptus Titanicus seront corrigées par le supplément Codex Titanicus.
Codex TitanicusCe supplément de 1989 contient des corrections pour Adeptus Titanicus (faisant ainsi le lien entre Adeptus Titanicus et Space Marine première version) et introduit deux nouvelles races : les Orks et les Eldars. Il est désormais possible de jouer des figurines allant de l’infanterie au titan chez les quatre factions (Space Marines, Renégats, Orks, Eldars même si les Renégats restent des Space Marines). Ces figurines sont proposées dans le catalogue de Games Workshop. Certaines, comme les chevaliers eldars, ne seront jouables que dans le Codex Titanicus étant abandonnées dans les versions suivantes.

## Deuxième édition
Comme pour la première édition, le jeu se présente en deux parties, Epic Space Marines et Epic Titan Legions (1994).
Les suppléments furent :
- Armies of the Imperium (1991), les Space Marines et la Garde Impériale
- Renegades (1992), le Chaos et les Eldars
- Ork and Squat Warlords (1992), les Orks et les Squats (des nains de l'espace, disparus depuis)
- Hive War (1995), les Tyranides
- White Dwarf Presents Space Marine Battles (1993), une sélection d'articles sur Epic, publiés dans le magazine White Dwarf.

## Troisième édition
La troisième édition est sortie en 1997 sous le nom Epic 40,000.
Le système devait reforger les règles Epic mais n’a pas connu un grand succès auprès des fans. Le jeu fut retiré de la vente au bout de deux ans, comme c'était la règle à l'époque pour les jeux dits secondaires (c’est-à-dire autres que Warhammer Fantasy Battle et Warhammer 40,000.)

## Quatrième édition
Edité au début des années 2000, Epic Armageddon est la quatrième version officielle du système.
Epic Armageddon s'appuie sur un système d'activation alternée des formations apportant une grande liberté aux joueurs. Les actions pouvant être effectuées sont variées (mouvement et tir, double mouvement et tir avec malus, triple mouvement, assaut, rassemblement, tir appuyé, alerte) et sont entièrement jouées avant l'activation d'une formation adverse. L'utilisation de Pions d'Impact permet une gestion simple et visuelle du moral et de l'attrition, c'est un facteur important du jeu qui doit être bien géré pour remporter la victoire. Les assauts englobent non seulement les combats au corps à corps mais également les échanges de tirs à portée réduite (un assaut Epic Armageddon correspond grosso modo à une partie de Warhammer 40k), ils mettent en jeu aussi bien les formations attaquante et attaquée que des formations proches pouvant apporter leur soutien.
Un assaut réussi est ainsi celui qui a été correctement planifié en amont en attribuant des pions d'impact à la cible et en manœuvrant de façon à maximiser les soutiens. Les titans (et autres blindés super lourds) et les unités aériennes utilisent des règles spécifiques permettant de mettre en valeur leur particularités sans pour autant les rendre déséquilibrés ou absolument indispensables dans une armée.
Une autre qualité du système est l'utilisation d'un ensemble fixe de règles et de compétences spéciales génériques (armes tueuses de titans, antigrav, sans peur, etc.) qui, associées aux statistiques des unités, suffit largement à représenter l'ensemble des combattants et armes de guerre de l'univers de Warhammer 40k sans avoir à créer de nouvelles règles à chaque fois.
Epic Armageddon bénéficie également d'un Scénario de Tournoi permettant aux joueurs de remporter la victoire en accomplissant des missions de leur choix (capture de certains objectifs, démoralisation de certaines formations adverses, etc.). Sa rejouabilité est exemplaire et il est logiquement devenu le format de base de la plupart des batailles jouées.
Malgré son age, Epic Armageddon est un système étonnement moderne dont l'élégance des règles est telle que les différentes communautés nationales n'ont jamais ressenti le besoin de le modifier au contraire des listes d'armée qu'elles font évoluer régulièrement pour affiner leur équilibre et suivre les évolutions de l'univers.
Epic Armageddon France est le regroupement de joueurs francophones qui met à disposition l'ensemble des listes d'armée de l'univers (ce qui inclut Warhammer 30k) régulièrement équilibrées et enrichies en fonction de l'évolution de Warhammer 40k. Il met également à disposition un document regroupant les règles officielles enrichies des FAQ et Errata eux-aussi officiels.

## NetEpic
NetEpic Palladium est soutenu par une communauté de joueurs passionnés, qui met à jour régulièrement les règles et les codex autant pour les nouveautés de l’univers de Warhammer 40k mais aussi pour toujours offrir une meilleure expérience de jeu. Cette communauté active et bienveillante permet de toujours faire évoluer le jeu avec ses nombreux retours mais aussi d’avoir des manifestations régulières.
NetEpic permet de jouer des batailles titanesques mettant en action des armées allant de forces de reconnaissance au déploiement d’un chapitre Space Marines complet !
Son système de règle est complètement alterné, fluide et accessible, réduisant la part d’aléatoire. L’équilibre entre les différentes factions est un aspect primordial, permettant à tous les joueurs de trouver leur bonheur, que ce soit en tournoi ou en partie narrative.
Une bataille NetEpic est faite de tirs d’artillerie, de fusillades et bien sûr d’assauts meurtriers. Les champs de bataille peuvent aller d’une cité ruche à un désert toxique en passant par des forêts luxuriantes. La guerre étant un lieu où les protagonistes n’ont pas toujours accès à toutes les informations, NetEpic se base sur un système de jetons d’ordre attribués au début de chaque tour face cachée et qui sont ensuite activés alternativement. Ils permettent de simuler un brouillard de guerre tout en apportant une bonne dose de stratégie. Plusieurs scénarios ont été développés permettant des parties disputées et des retournements de situations spectaculaires.
NetEpic permet de jouer des figurines allant du Gretchin au mythique Titan Imperator et propose une diversité énorme reflétant l’univers riche de Warhammer 40K. Cette diversité ne se fait pas au détriment de l’âme des différentes factions qui ont toutes une forte personnalité, permettant ainsi de les jouer de différentes manières. Les profils des unités sont finement définis, de sorte à faire ressortir leurs atouts et leurs faiblesses tout en gardant l’abstraction nécessaire à un jeu d’une telle échelle.
Les règles, codex et aide de jeu sont entièrement gratuits et est disponible sur le site NetEpic Palladium. Une chaîne YouTube communautaire offre régulièrement du contenu : tutoriels, aide au jeu, revue de codex et bien sûr des rapports de batailles. Une communauté grandissante s’est formée sur Discord, permettant une entraide forte et est source de motivation importante pour tous ses membres.
Le matériel nécessaire pour jouer est fourni dans le livre de règles (hormis les dés) et il est totalement compatible avec celui de la version SM2/TL.
Le système NetEpic est parfait pour des scénarios narratifs impliquant aussi bien de petites forces que d'immenses armées.

## Adeptus Titanicus 2018
Games Workshop a proposé en 2018 une v2 à Adeptus Titanicus avec une nouvelle gamme de figurines en plastique réellement à l'échelle 6mm (jusque là les titans proposés étaient plutôt à l'échelle 3 ou 4mm). L'action se concentre uniquement sur l'Hérésie d'Horus avec l'affrontement fratricide des légions titaniques humaines. Les règles sont une évolution de celles de 1988, elles permettent également une utilisation massive de Chevaliers et elles introduisent de nouvelles classes de titan (Warbringer, Warmaster).
De nombreux suppléments ont été publiés, ils décrivent des campagnes historiques de l'Hérésie d'Horus et présentent des règles spéciales pour des Légions Titaniques et des Maisons de Chevaliers de renom.
Les suppléments sont :
- Titan Death
- Doom of Molech
- Shadow and Iron
- The Defence of Ryza
- Crucible of Retribution
- Loyalist Legios
- Traitor Legios

## Legions Imperialis 2023
En 2023, Games Workshop sort le nouveau jeu Epic nommé Legions Imperialis. 
Le jeu plonge les joueurs dans les horreurs de l’Hérésie d’Horus et des combats à grande échelle entre loyalistes et renégats.
A l’image du travail effectué sur la v2 d’Adeptus Titanicus, Legions Imperialis est une version modernisée de Space Marine / Titan Legions (Epic v2) et ses règles sont assez proches de celles de NetEpic Palladium.
Les règles s’appuient sur un système d’ordres cachés permettant de programmer les actions de ses troupes à travers différentes phases de mouvement, de tir et de corps à corps. Cette programmation ne se veut pas rigide cependant car les joueurs ont accès à une palette de réactions (tirs d’interception et contre-charges) leur permettant de s’adapter aux initiatives ennemies. Une large collection de règles spéciales et de traits d’arme permet de personnaliser les différentes unités et ainsi de déployer des armées très variées au sein d’une même faction.
Legions Imperialis propose également un grand nombre de missions basées sur la capture d’objectifs et le gain de points de victoire. Ces missions mettent l’accent sur l’infanterie qui, malgré sa vulnérabilité face aux plus puissants engins de guerre, joue un rôle déterminant dans la victoire finale.
Avec la sortie régulière de suppléments de campagne, Games Workshop explore l’ère de l’Hérésie d’Horus au travers des grandes batailles qui ont secoué l’Imperium,. Chacun d’entre eux apporte de nouvelles unités, de nouvelles missions et de nouvelles façons de jouer.
Legions Imperialis rejoint la gamme Epic Scale au même titre que les V2 d’Adeptus Titanicus et d’Aeronautica Imperialis. Au sein de cette gamme, les figurines sont entièrement compatibles d’un jeu à l’autre.